# Griffsicherung

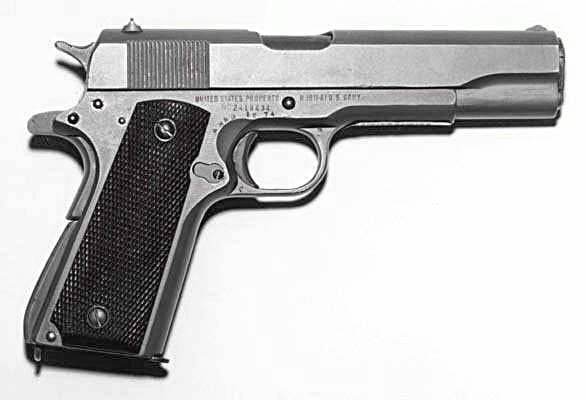
Pistole Colt M1911 mit Griffsicherung (sichelförmiges Bauteil auf der Griffhinterseite)

Eine Griffsicherung, auch als Griffstücksicherung oder Handballensicherung bezeichnet, ist ein Sicherungselement verschiedener Pistolen, Maschinenpistolen, Gewehre und reaktiver Panzerbüchsen, das eine versehentliche Schussauslösung verhindert.

## Technik
Im Griff oder Griffstück der Waffe befindet sich ein Hebel, der beim Umfassen des Griffs der Waffe betätigt wird und damit den vorher mechanisch blockierten Abzugsstollen und/oder Hahn der Waffe freigibt. Die Waffe kann somit nur abgefeuert werden, wenn sie vom Schützen fest in der Hand gehalten wird. Bei einem Stoß oder Fall oder durch versehentliche Betätigung des Abzugs durch einen Gegenstand, der in den Abzug gerät, kann aufgrund der nicht entsicherten Griffsicherung kein Schuss ausgelöst werden.
Bei einer Griffsicherung auf der Rückseite des Griffs oder Griffstücks wird die Sicherung auch als Handballensicherung bezeichnet.

## Verwendung

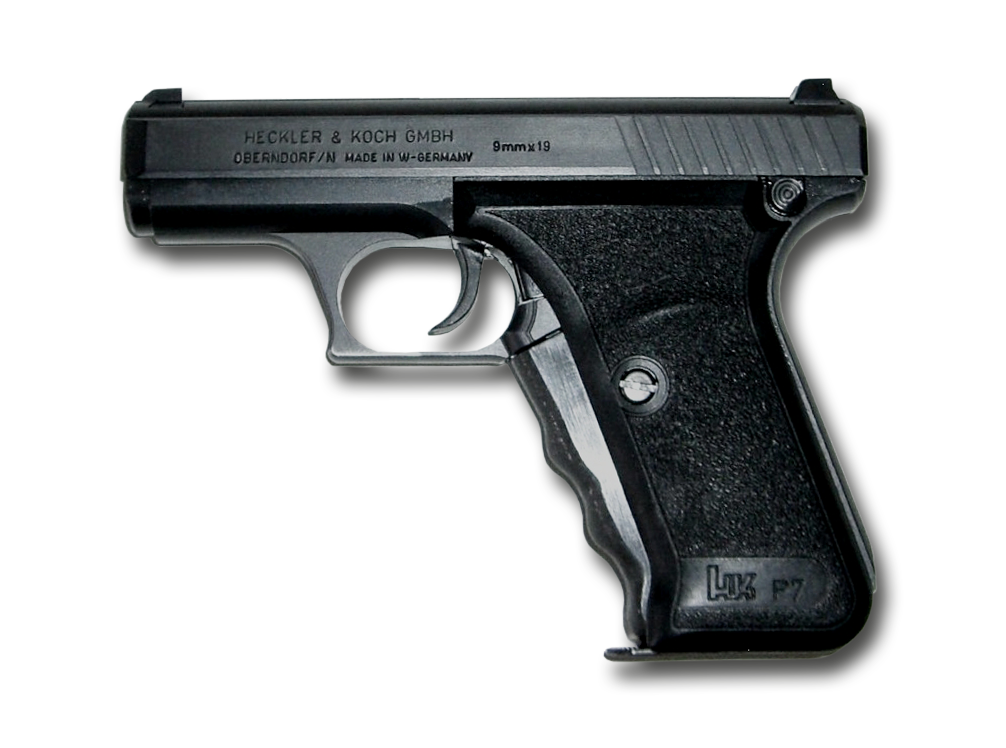
HK P7

In den 1880ern war der Smith & Wesson Safety Hammerless der erste Revolver mit einer Griffsicherung. Ursprünglich wurde die Griffsicherung als Kindersicherung entwickelt. Bekannte Waffen mit Griffsicherung sind die Pistole Colt M1911 und die Maschinenpistole Uzi.
Auch eine große Zahl der verschiedenen Varianten der Luger-Pistole sind mit einer Griffsicherung ausgerüstet, so zum Beispiel die in der Schweizer Armee eingeführten Parabellum-Ordonnanzpistolen. Als die Luger-Pistole als „Pistole 04“ bei der Kaiserlichen Marine eingeführt wurde, galt die Griffsicherung zunächst als besonderes Sicherheitsmerkmal, wurde jedoch später wegen der beschädigungsanfälligen Konstruktion als für eine Militärwaffe ungeeignet betrachtet. Bei der schließlich in großem Umfang als Pistole 08 gebauten Heeresvariante der Pistole verzichtete man deswegen auf die Griffsicherung. Bei den alten, bereits in Verwendung befindlichen Pistolen 04 wurden nachträglich die Griffsicherungen entfernt.